# Macedônia do Vardar

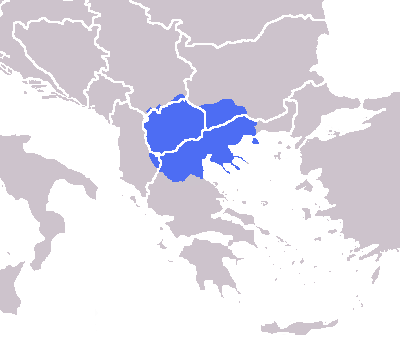
Fronteiras da região da Macedônia, divididas pelas fronteiras nacionais dos países vizinhos. A noroeste: Macedônia do Vardar, abrangendo a Macedônia do Norte; os municípios de Trgovište e Preševo, na Sérvia, e o município de Elez Han, no Kosovo.

Macedônia do Vardar (macedônio e em sérvio:  Вардарска Македонија, Vardarska Makedonija) foi um termo que fazia referência a um território no Reino da Sérvia e no Reino da Iugoslávia correspondendo aproximadamente à atual Macedônia do Norte (a parte noroeste da região geográfica da Macedônia). Em geral, refere-se à parte da região da Macedônia atribuída ao Reino da Sérvia pelo Tratado de Bucareste (1913). Recebeu esta denominação devido ao rio Vardar, o principal rio da região. Oficialmente, a área foi chamada de Sérvia do Sul (em sérvio:  Jужна Србија, Južna Srbija), e mais tarde, Banovina do Vardar, uma vez que o próprio nome Macedônia foi proibido na Sérvia, depois no Reino da Iugoslávia. 